# Dirina catalinariae
Dirina catalinariae är en lavart som beskrevs av Hasse. Dirina catalinariae ingår i släktet Dirina och familjen Roccellaceae.   Inga underarter finns listade i Catalogue of Life.